# Mercedes-Benz W114/W115
Mercedes-Benz W114 / W115, также известные как /8 — первая по-настоящему массовая серия легковых автомобилей бизнес-класса от торговой марки Mercedes-Benz, выпускавшаяся в период с 1968 по 1976 год. Модельный ряд W114 оснащался шестицилиндровыми двигателями и продавался под коммерческими наименованиями 230, 250 и 280, в то время как модели W115 комплектовались силовыми агрегатами с четырьмя цилиндрами и продавались как 200, 220, 230 и 240.
Начиная с 1968 года концерн Daimler-Benz позиционировал серию на рынке как «модели нового поколения» (англ. New Generation Models) и дал им внутреннее обозначение «/8» (в честь года начала производства). Дизайн автомобилей был разработан французским дизайнером Полем Браком. Компания Mercedes-Benz позиционировала автомобили серии W114/W115 ниже моделей S-класса (на то время ещё не имевшего подобного обозначения). За время своего производства автомобили получили немецкое прозвище Strich Acht.
В начале 1976 года серия W114/W115 была заменена серией Mercedes-Benz W123, представлявшей собой её дальнейшее развитие. Всего за время производства было выпущено 1 919 056 единиц автомобилей, в том числе 1 852 008 седанов и 67 048 купе.

## История

### Разработка
Дизайнеры и инженеры концерна Daimler-Benz начали планировать новую модель серии автомобилей безнес-класса ещё в 1961 году — год, в котором среднеразмерный автомобиль Mercedes-Benz W110 «Fintail» только что вышел на рынок. Руководителем проекта был назначен д-р Фриц Наллингер — главный инженер Mercedes-Benz, член совета по вопросам управления и технический директор Daimler-Benz AG. Техническая конструкция предстоящего автомобиля была определена Карлом Вилфертом, руководителем отдела разработки кузовов. С самого начала руководство компании понимало, что новая модель должна стать независимой и успешной, в связи с чем вариант с использованием уже имеющихся конструкций был сразу же отклонён. По планам немецкого концерна дополнение к новой серии роскошных автомобилей серии W108/W109 должен был быть разработан до 1968 года.
Ещё в 1960 году Наллингер определил важные моменты для будущего автомобиля. Так, в сравнении с серией роскошных моделей новое транспортное средство должно было быть более компактное, оснащаться как четырёхцилиндровыми, так и шестицилиндровыми двигателями, причём  кузов должен быть единым. Ввиду небольших габаритов важной целью было обеспечить эргономичное и экономичное расположение пассажирских мест в салоне. Внешний вид автомобиля должен был быть одновременно и простым и элегантным.
В 1964 году были представлены первые прототипы модели в кузове седан. Тем не менее, различные конструкции передней части автомобиля всё ещё находились в стадии обсуждения. По аналогии с различиями между старыми моделями, варианты новой серии с меньшими двигателями должны были получить более простую переднюю часть кузова с горизонтально расположенными прямоугольными фарами. Однако, в начале 1965 года было принято решение воздержаться от такой дифференциации. Вместо этого было принято решение о внедрении двух различных заводских индексов — W114 и W115. В этом же году профессор Ханс Шеренберг (нем. Hans Scherenberg) взял на себя управление проектом в качестве главного инженера после ухода Наллингера в отставку.
Среди возможных вариантов кузова помимо седана также рассматривались версии купе, седан с удлинённой колёсной базой и универсал. Тем не менее, в серийное производство было решено пустить только седаны и купе. В 1967 году в Зиндельфингене были созданы производственные мощности для выпуска новой серии. До выхода новой линейки на рынок компания выпустила 1100 контрольных образцов транспортных средств двух серий.

### Премьера (1968)
Mercedes-Benz 220 D (W115)
Автомобили серии Mercedes-Benz W114/W115 были представлены в 1968 году и стали первыми послевоенными моделями компании Mercedes-Benz, на которых применили шасси абсолютно новой конструкции, не являющейся производным от каких либо предыдущих моделей. Новое поколение пришло на смену знаменитой линейке Mercedes-Benz W110 «Fintail». Подход, применённый при разработке ходовой части новой серии впоследствии использовался на всех автомобилях марки вплоть до развития многорычажной подвески в 1980-х годах. Автомобили W115 по сути представляли собой бюджетный вариант серии: на них устанавливались 4-цилиндровые бензиновые моторы мощностью от 95 до 115 л.с. или 4- или 5-цилиндровые дизельные силовые агрегаты производительность от 55 до 80 лошадиных сил. Последние модели пользовались особенной популярностью у сервисов такси.
Серия Mercedes-Benz W114/W115 в своё время считалась одной из самых престижных моделей сегмента, ныне именуемого бизнес-классом, хотя и несколько меньшей размерности, чем современный E-класс. Серия W115 первой в мире получила 5-цилиндровый дизельный двигатель (OM617). Семейство W114/W115 отличалось классическим элегантным обликом, а также высоким для своего времени уровнем комфорта и безопасности. Облик автомобиля был разработан известным французским дизайнером Полем Браком — главным дизайнером легкового подразделения компании Mercedes-Benz с 1957 по 1967 год, в период когда были созданы такие шедевры как солидный представительский лимузин «Grosser» Mercedes-Benz 600 и родстер «пагода» (Mercedes-Benz 230SL).

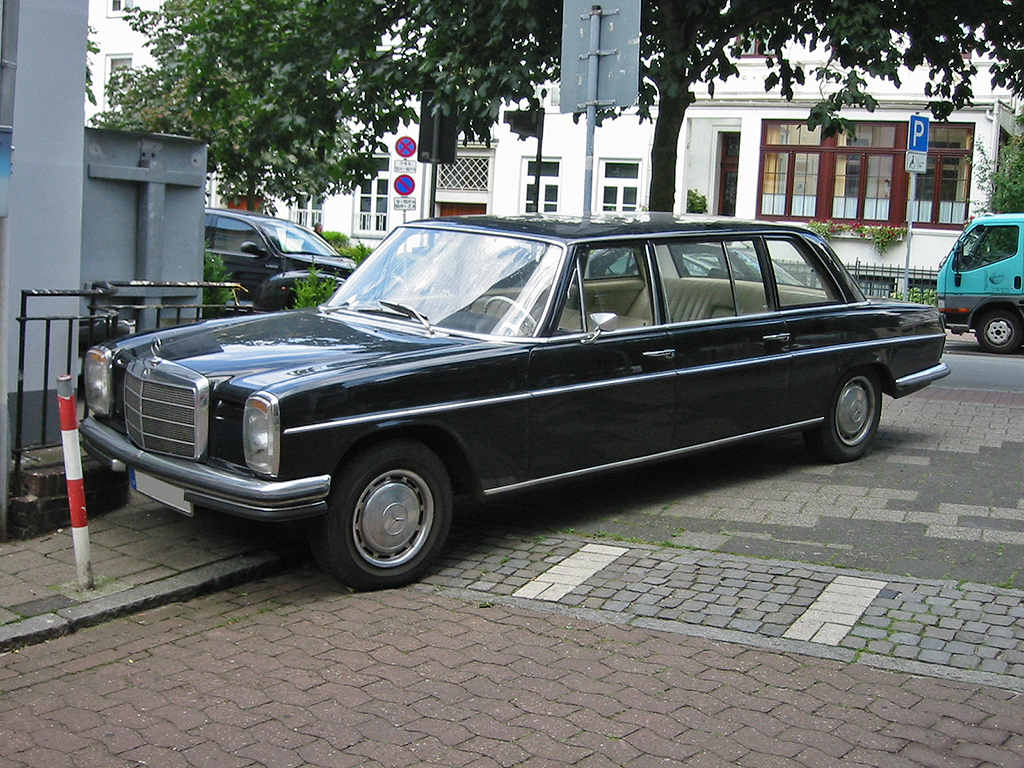
Удлинённый седан 220 D

С октября 1969 года появилась купе-версия W114 250C с карбюраторным мотором и 250СE с инжекторным.  
В декабре того же года компания из Штутгарта также представила модификацию седана с удлинённой колёсной базой (+650 мм) и 8 местами. Серия W114/W115 стала первой, получившей серийную удлинённую версию кузова седан со страпонтенами, но без внутренней перегородки. Модель предназначалась для перевозки делегаций и групп постояльцев дорогих отелей, но была популярна и в такси, став фактически предшественником современных минивэнов. Большие партии таких удлинённых такси были проданы в начале 1970-х годов на Ближний Восток, например, в Ливан, где многие экземпляры благодаря мягкому климату эксплуатируются до сих пор. Большое количество (78 %) произведённых автомобилей оснащалось дизельными двигателями, что было необычно в сравнении с обычными седанами.
В апреле 1972 году в производственной линейке Mercedes-Benz серии W114 появилась модификации 250 и 250С с двигателем M130 с рабочим объёмом 2.8 литров. Автомобили с такими двигателями уже три года экспортировались в США, но их объем был "спрятан" в обозначении. Теперь же они заменили одноименные модели с двигателем М114. А одновременно вышли модели 280-й серии с мотором М110, объемом 2,7 литра, в карбюраторном (280 и 280Е) и инжектором (280Е и 280СЕ) исполнении. За счет применения системы газораспределительного механизма с двумя распредвалами, была получена мощность в 160 и 185 л.с. что обеспечивало максимальные скорости в 190 и 195 км/ч в зависимости от системы питания.

### Рестайлинг (1973)
Mercedes-Benz 280 (W114), 1974
В сентябре 1973 года серия W114/W115 подверглась рестайлингу. Модельный ряд пополнился версией 240 D с новым мотором ОМ616. Изменения коснулись и моделей 220-й серии. Моторы М115 и ОМ615 базировались на общем блоке цилиндров с одинаковыми коленчатыми валами и поршне-шатунной группой. Если геометрия малого мотора позволяла (87 х 83,4 мм) применять его с бензиновым так и дизельном питании 200-й серии, то "строкерная" геометрия 220-й серии (82 х 92.4 мм) обеспечивала хорошую преемственность дизелю, но не позволяла бензиновому мотору добиться хорошей экономии на средних оборотах. Поэтому мотор переработали с новой геометрией 93.75 x 83.6 мм. Это увеличило рабочий объем до 2.3 литра. Чтобы отличить новую 230-ю модель W115 от существующей 230-й W114 с мотором М180, были введены обозначения 230.4 и 230.6. 
Модели 240 D, 230.4 и шестицилиндровая 230.4 стали доступны в качестве шасси для дальнейшей доработки. Основной целью обновления серии стал вопрос повышения безопасности автомобилей. Многие из новых деталей инженеры позаимствовали из SL и SLC моделей серии R107 и Mercedes-Benz W116. Изменения включали гибко смонтированные наружные зеркала с возможностью регулировки непосредственно из салона, грязеотталкивающие элементы на передних стойках и специальные желоба для слива воды на заднем стекле. Лобовое стекло было уменьшено по высоте. Особенностью задней части кузова стали ребристые задние фонари (подобная конструкция минимизировала накопление грязи). На моделях 250-280 Е перестали устанавливать передний двойной бампер. Все автомобили теперь имели большой широкий воздухозаборник ниже переднего бампера. Четырёхспицевый руль с безопасной рулевой колонкой вошёл в стандартное оснащение серии. Появились изменения в нижней части капота и решётки радиатора, расширились посадочные места для фар головного света и были установлены увеличенные по площади наружные зеркала заднего вида, а также инерционные ремни безопасности и целый ряд других незначительных изменений. С марта 1973 года подголовники и инерционные ремни передних сидений также стали частью стандартного оборудования линейки 115/114.
Версии W115 для североамериканского рынка отличались иной конструкцией фар (вместо вертикальных блок-фар устанавливались круглые с подфарниками) и усиленными бамперами в соответствии с местными стандартами. Кроме того, измерения спидометра и одометра отображались в милях.
В июле 1974 года концерн Daimler-Benz выпустила модель 240 D 3.0 для серии W115, которая стала первым в мире автомобилем с пятицилиндровым дизельным двигателем. 3-литровый силовой агрегат OM617 выдавал мощность в 59 кВт (80 л.с.) при 4000 оборотах в минуту, что было отличным показателем производительности на то время. Скорость разгона от 0 до 100 км/ч составляла 19,9 секунд, а максимальная скорость достигала 148 км/ч.
Автомобили Mercedes-Benz серии W114/W115 долгое время пользовались огромной популярностью во многих странах не только Европы и Северной Америки, но и в странах Латинской Америки и Азии. Но несмотря на все достоинства, руководством компании было принято решение о прекращении производства. В январе 1976 года компания Mercedes-Benz запустила серию Mercedes-Benz W123, которая должна была заменить W114/W115. Тем не менее, производство автомобилей не было сразу же свёрнуто и продолжалось вплоть до декабря 1976 года. Версии с кузовами типа универсал серийно на базе семейства W114/W115 не производились, но как и кузова типа пикап, скорая помощь и катафалк их мелкосерийно собирали многие кузовные фирмы, такие как Binz, Pollmann , Rappold, Stolle, Welsch и Miesen.

## Описание

### Экстерьер
Характерной особенностью внешнего дизайна серии W114/W115 стали вертикальные передние фары, впервые предложенные Браком. Кроме того, главный дизайнер немецкой марки максимально расширил заднее стекло, а создавая купе на базе W114, отказался от центральной стойки кузова, превратив его в хардтоп. Это решение стало классикой всех купе компании Mercedes-Benz — от C123 до С212. На крышу, линия которой ниже варианта в кузове седан почти на 50 мм, Поль добавил два хромированных рейлинга, несущих функциональную нагрузку — на них крепился багажник. Ради более динамичного вида была убрана средняя стойка (ранее такое же решение применялось на купе W112).
В январе 1970 года на рукоятке стеклоподъёмника появилась цветная накладка (в цвет салона) и изменился дизайн хромированных накладок на задних стойках кузова. С лета того же года галогенные противотуманные фары (стандарт H1) серийно устанавливались в головном блоке фар.
В 1971 году табличка с номером кузова и шасси была перенесена на правую часть передней поперечины. В качестве материалы при изготовлении решётки радиатора стали использовать пластмассу.
В 1972 году появились новые цвета окраски кузова. Лобовое стекло стало серийно изготавливаться из многослойного стекла (ранее доступно как опция). На автомобили стали устанавливать новые галогенные фары ближнего/дальнего, противотуманного света стандарта H4.
После рестайлинга 1973 года изменилась форма крыльев автомобилей и облицовка решётки радиатора (решётка стала шире и более плоской, а фирменная звезда на капоте стала меньше). Появился воздухозаборник ниже переднего бампера вместо декоративной планки. На передних стойках кузова появляется профиль, для предохранения боковых стёкол от грязи. Правое зеркало (доступное на заказ) перенесли с крыла в передний угол двери. Появились новые пластмассовые ребристые задние фонари. Хромированная накладка на крышке багажника стала больше. Шильдик обозначения модели на крышке багажника также был модифицирован. Автомобили для рынка США получили иные бампера. На версии в кузове купе применялась чёрная ножка крепления зеркала заднего вида и сохранилась глухая форточка. Зеркало стало устанавливаться иначе, чем у седана.
Модели последних лет не оснащались форточками в передних дверях, имели боковые зеркала большего размера и увеличенную ручку багажного отделения.
|  |  |  |  |

### Интерьер
В моделях начального уровня серии в отделке салона применялся тёмный пластик и велюровая обивка. В более дорогих моделях применялся пластик светлых тонов, приборная панель оснащалась накладками под дерево, сидения обивались комбинированным материалом или кожзаменителем MBtech.

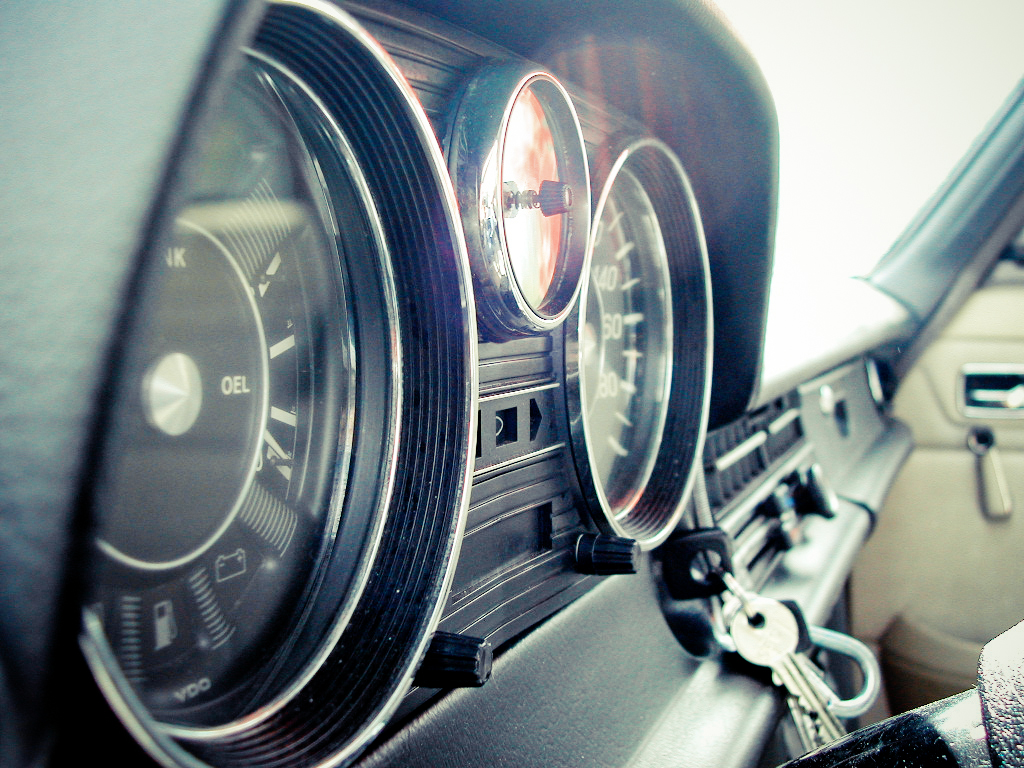
Приборная панель Mercedes-Benz W115

В августе 1969 года изменилась текстура материала, из которого изготавливали панель приборов, а также дизайн обивки дверей и конструкция замка зажигания. В отделке модели 250 появилось дерево Zebrano и ковровое покрытие. Перчаточный ящик оснастили подсветкой. Изменился дизайн спинки задних сидений (кроме обивки из кожзаменителя). Для серии в кузове купе стала доступна обивка из ткани.
С июля 1970 года в моделях в кузове купе появился велюровый салон. В октябре изменился дизайн сидений изготовленных из кожи и педали стояночного тормоза. В ноябре того же года появился комбинированный включатель габаритов, ближнего света фар, парковочного света, противотуманных фар. Кроме того, механические часы в салоне заменили на кварцевые.
В 1972 году изменился дизайн обивки из ткани, добавился новый дизайн обивки дверей, появился новый рычаг переключения передач (изготавливался из пластмассы) и переключатель стеклоочистителей.
С февраля 1973 года в автомобилях устанавливалось новое рулевое колесо (как на моделях серии Mercedes-Benz W116), изготовленное из мягкого материала и имеющее мягкую накладку.
После масштабного рестайлинга 1973 года на сигнальных лампочках в салоне появились значки, заменившие слова. Кроме того, в автомобилях стала устанавливаться более крупная сигнальная лампочка дальнего света, уменьшенные в размерах контактные выключатели дверей, а манжета рычага переключения передач стала гладкой. Были внесены изменения в электронные системы: освещение перчаточного ящика теперь работает только при включённом зажигании, а подсветка багажного отделения стала ярче. После декабря 1973 года спинки передних сидений стали выше на 20 мм.
В марте 1974 года снова была изменена конструкция замка зажигания. В июле того же года изменился дизайн сидений автомобилей в кузове купе с обивкой из кожи или велюра.

### Безопасность
Благодаря конструктору Бела Барени автомобили серии W114/W115 оснащались травмобезопасной складывающейся рулевой колонкой и инерционными ремнями безопасности (в производстве с 1973 года).

### Инновации
Семейство W114/W115 получило следующие инновационные новшества:
- в 1969 году впервые в истории Mercedes-Benz автомобили оснастили электронной системой впрыска топлива Bosch D-Jetronic[11], которая также использовалась на купе 250CE;
- впервые на седанах Mercedes-Benz была установлена центральная консоль в салоне;
- в 1974 году автомобили оснастили ребристыми грязеотталкивающими задними фонарями.

Модель с кузовом купе и 6-цилиндровым двигателем получила литеру «С» в индекс модели, ставший традиционным для всех последующих двухдверных моделей Mercedes-Benz на протяжении многих лет.

### Дополнительное оборудование
По заказу клиентов на автомобиль могли быть установлены следующие элементы:
- электрические стеклоподъёмники на передних и задних дверях;
- люк в крыше (как опция с электроприводом);
- подголовники;
- подлокотник;
- система кондиционирования воздуха;
- радиоприемник фирмы Becker;
- рулевой механизм с сервоприводом (стандарт для 280, 280С, 280Е и 280СЕ с 1975 года);
- легкосплавные колёсные диски;
- центральный замок;
- омыватели/стеклоочистители фар (с июля 1972 года);
- электрический обогрев водительского, переднего пассажира и заднего сидений (с 1974 года);
- ремни безопасности (левый и правый автоматические, центральный — механический) для задних пассажиров (с 1975 года);
- дополнительные звуковые сигналы.

### Ходовая часть

#### Подвеска
Автомобили серии 114/115 получили полностью новую конструкцию ходовой части. Задняя подвеска оснащалась диагональной колеблющейся осью. В передней подвеске применялись двойные вильчатые рычаги. Был упразднён подрамник, к которому ранее крепились подвеска, двигатель и коробка переключения передач.

#### Тормозная система
Впервые на легковых моделях компании Mercedes-Benz появился парковочный тормоз вместо ручника, приводившийся в действие педалью.

### Модельный ряд

#### Седан
На усиленную серию W114 устанавливали 6-цилиндровые карбюраторные двигатели рабочим объёмом 2,3-2,8 л (модели 230, 250, 280 и 280E).
На серию W115 устанавливали 4-цилиндровые карбюраторные и 5-цилиндровые дизельные двигатели рабочим объёмом 2,0-2,4 л (модели «200», «220», «230» и «240»).

#### Купе
Версия с пятиместным кузовом двухдверное купе-хардтоп (без центральной стойки) в данной серии была представлена в 1969 году. Купе получило литеру «С» после традиционного индекса модели. Топ-модель купе 280СЕ оснащалась 2,8-литровым 6-цилиндровым двигателем.

### Двигатели

#### W114
| Модель           | Код шасси | Тип двигателя | Конфигурация | Годы выпуска    | Рабочий объём, [см3] | Мощность [л.с.]/[кВт] | Максимальная скорость [км/ч] | Средний расход топлива [л/100 км] |
| ---------------- | --------- | ------------- | ------------ | --------------- | -------------------- | --------------------- | ---------------------------- | --------------------------------- |
| Бензиновые       |           |               |              |                 |                      |                       |                              |                                   |
| 230              | 114.015   | M180.954      | R6           | 12/1967–07/1973 | 2292                 | 120/88                | 175                          | 11,2                              |
| 230 (L)          | 114.017   | M180.954      | R6           | 12/1967–07/1973 | 2292                 | 120/88                | 175                          | 11,2                              |
| 230.6            | 114.615   | M180.954      | R6           | 08/1973–12/1976 | 2292                 | 120/88                | 175                          | 11,2                              |
| 230.6 (L)        | 114.617   | M180.954      | R6           | 08/1973–12/1976 | 2292                 | 120/88                | 175                          | 11,2                              |
| 250              | 114.010   | M114.920      | R6           | 12/1967–06/1970 | 2496                 | 130/96                | 180                          | 11,7                              |
| 250              | 114.011   | M130.923      | R6           | 07/1970–07/1973 | 2496                 | 130/96                | 180                          | 11,7                              |
| 250              | 114.611   | M130.923      | R6           | 08/1973–12/1976 | 2496                 | 130/96                | 180                          | 11,7                              |
| 250 (2.8)        | 114.011   | M130          | R6           | 07/1968–07/1973 | 2778                 | 140/103               | 180                          | 12,5                              |
| 250 C купе       | 114.021   | M114.920      | R6           | 02/1969–04/1972 | 2496                 | 130/96                | 180                          | 11,7                              |
| 250 C купе (2.8) | 114.623   | M130          | R6           | 05/1972–12/1976 | 2778                 | 130/96                | 180                          | 12,5                              |
| 250 CE купе      | 114.022   | M114.980      | R6           | 02/1969–04/1972 | 2496                 | 150/110               | 180                          | 11,7                              |
| 280              | 114.060   | M110.921      | R6           | 05/1972–07/1973 | 2746                 | 160/118               | 175                          | 14,5                              |
| 280              | 114.660   | M110.921      | R6           | 08/1973–12/1976 | 2746                 | 160/118               | 190                          | 12,5                              |
| 280 E            | 114.062   | M110.981      | R6           | 08/1972–07/1973 | 2746                 | 185/136               | 200                          | 12,5                              |
| 280 E            | 114.662   | M110.981      | R6           | 08/1973–12/1976 | 2746                 | 185/136               | 200                          | 12,5                              |
| 280 C купе       | 114.073   | M110.921      | R6           | 06/1972–07/1973 | 2746                 | 160/118               | 190                          | 12,5                              |
| 280 C купе       | 114.673   | M110.921      | R6           | 08/1973–12/1976 | 2746                 | 160/118               | 190                          | 12,5                              |
| 280 CE купе      | 114.072   | M110.981      | R6           | 06/1972–07/1973 | 2746                 | 185/136               | 200                          | 12,5                              |
| 280 CE купе      | 114.672   | M110.981      | R6           | 08/1973–12/1976 | 2746                 | 185/136               | 200                          | 12,5                              |

#### W115
| Модель     | Код шасси | Тип двигателя | Конфигурация | Годы выпуска    | Рабочий объём, [см3] | Мощность [л.с.]/[кВт] | Максимальная скорость [км/ч] | Средний расход топлива [л/100 км] |
| ---------- | --------- | ------------- | ------------ | --------------- | -------------------- | --------------------- | ---------------------------- | --------------------------------- |
| Дизельные  |           |               |              |                 |                      |                       |                              |                                   |
| 200 D      | 115.115   | OM615.913     | R4           | 12/1967–07/1973 | 1988                 | 55/40                 | 130                          | 8,1                               |
| 200 D      | 115.715   | OM615.913     | R4           | 08/1973–12/1976 | 1988                 | 55/40                 | 130                          | 8,1                               |
| 220 D      | 115.110   | OM615.912     | R4           | 12/1967–07/1973 | 2197                 | 60/44                 | 135                          | 8,5                               |
| 220 D      | 115.710   | OM615.912     | R4           | 08/1973–12/1976 | 2197                 | 60/44                 | 135                          | 8,5                               |
| 220 D (L)  | 115.112   | OM615.912     | R4           | 12/1967–07/1973 | 2197                 | 60/44                 | 135                          | 8,5                               |
| 240 D      | 115.117   | OM616.916     | R4           | 08/1973–12/1976 | 2404                 | 65/48                 | 138                          | 9,5                               |
| 240 D (L)  | 115.119   | OM616.916     | R4           | 08/1973–12/1976 | 2404                 | 65/48                 | 138                          | 9,5                               |
| 240 D 3.0  | 115.114   | OM617.910     | R5           | 08/1974–12/1976 | 3005                 | 80/59                 | 148                          | 10,8                              |
| Бензиновые |           |               |              |                 |                      |                       |                              |                                   |
| 200        | 115.015   | M115.923      | R4           | 12/1967–07/1973 | 1988                 | 95/70                 | 160                          | 10,9                              |
| 200        | 115.615   | M115.926      | R4           | 08/1973–12/1976 | 1988                 | 95/70                 | 160                          | 10,9                              |
| 220        | 115.010   | M115.920      | R4           | 12/1967–07/1973 | 2197                 | 105/77                | 168                          | 11,1                              |
| 230.4      | 115.017   | M115.951      | R4           | 08/1973–12/1976 | 2307                 | 110/81                | 170                          | 11,4                              |

## ESF5
Концептуальный автомобиль серии ESF (от англ. Experimental Safety Vehicle) был создан специалистами фирмы Mercedes-Benz для участия в программе Министерства транспорта США под названием «Экспериментальные безопасные автомобили». Модель Mercedes-Benz ESF5 стала первым автомобилем немецкой компании, разработанным по данной программе. Основой для разработки послужил седан W114.
В рамках улучшения характеристики безопасности автомобиль оснастили трёхточечными ремнями безопасности с преднатяжителями, фронтальными подушками безопасности, а также антиблокировочной системой тормозов (ABS). Снаряженная масса концепт-кара составила 2060 кг, что на 665 кг больше, чем у серийной модели. Транспортное средство было способно выдержать лобовой удар до скорости не более 80 км/ч. В конструкцию кузова были введены дополнительные элементы жёсткости, а колёсная база была удлинена на 100 мм, чтобы получить дополнительное пространство для ног задних пассажиров. Модернизации также подвергся и экспериментальный V6 двигатель, концепция которого состояла в управлении процессом деформации и, соответственно, защите водителя и переднего пассажира. Кроме того, в панели приборов были использованы ударно-поглощающие структуры металла со стороны переднего пассажира. Потенциальные зоны, которые особенно затрагиваются при столкновении (такие как двери, стойки и каркас крыши), заполнили пенополиуретаном. Для защиты ног водителя нижнюю секцию педалей закруглили. Ветровое и заднее стекло сделали многослойным.
Демонстрация экспериментального автомобиля состоялась на 2-й Международной конференции безопасных автомобилей 29 октября 1971 года в немецком городе Зиндельфинген.

## Производство и продажи

### Производство
Производство серии W114/W115 было налажено на заводах в Штутгарте, Зиндельфингене и Бремене, Западная Германия, а также Ист-Лондоне (ЮАР), Барселоне (Венесуэла), Аргентине и Португалии.
В период с 1969 по 1976 год было произведено 1 852 008 единиц серии в кузове седан и 67 048 в кузове купе. В число последних входят 24 669 купе топ-моделей «280C» и «280CE» и 42 379 купе версий «250C» и «250CE».

### Продажи

#### W114
| Номер        | Годы      | Модель     | Двигатели | Двигатели | Двигатели | Количество выпущенных автомобилей |
| Номер        | Годы      | Модель     | Объём     | Номер     | Тип       | Количество выпущенных автомобилей |
| ------------ | --------- | ---------- | --------- | --------- | --------- | --------------------------------- |
| W114.015     | 1968—1976 | 230, 230.6 | 2.3 L     | M180      | I6        | 221 783                           |
| W114.010     | 1968—1972 | 250        | 2.5 L     | M114      | I6        | 78 303                            |
| W114.011     | 1972—1976 | 250 2.8    | 2.8 L     | M130      | I6        | 34 061                            |
| W114.021/022 | 1969—1976 | 250C/CE    | 2.8 L     | M130      | I6        | 42 379                            |
| W114.060/062 | 1972—1976 | 280/E      | 2.8 L     | M110      | I6        | 67 373                            |
| W114.073/072 | 1972—1976 | 280C/CE    | 2.8 L     | M110      | I6        | 24 669                            |

#### W115
| Номер    | Годы      | Модель        | Двигатели | Двигатели | Двигатели | Количество выпущенных автомобилей |
| Номер    | Годы      | Модель        | Объём     | Номер     | Тип       | Количество выпущенных автомобилей |
| -------- | --------- | ------------- | --------- | --------- | --------- | --------------------------------- |
| W115.015 | 1968—1976 | 200           | 2.0 L     | M121      | I4        | 288 785                           |
| W115.115 | 1968—1976 | 200D          | 2.0 L     | OM615     | дизель I4 | 339 927                           |
| W115.010 | 1968—1973 | 220           | 2.2 L     | M115      | I4        | 128 732                           |
| W115.110 | 1968—1976 | 220D          | 2.2 L     | OM615     | дизель I4 | 420 270                           |
| W115.017 | 1973—1976 | 230.4         | 2.3 L     | M115      | I4        | 87 765                            |
| W115.117 | 1973—1976 | 240D          | 2.4 L     | OM616     | дизель I4 | 131 319                           |
| W115.114 | 1974—1976 | 240D 3.0/300D | 3.0 L     | OM617     | дизель I5 | 53 690                            |